# علیرضا فولادی
علیرضا فولادی، (زادهٔ ۱۳۴۵ خورشیدی در قم) شاعر، پژوهشگر، روزنامه‌نگار و طنزنویس ایرانی و دانشیار دانشگاه کاشان است.
او دانش‌آموختهٔ دکترای زبان و ادبیات فارسی دانشگاه تهران، از شاگردان مبرز دکتر محمدرضا شفیعی کدکنی، برگزیدهٔ جایزهٔ کتاب سال جمهوری اسلامی و جایزه ادبی جلال آل‌احمد و چند جایزه معتبر دیگر و مبتکر دستگاه سه گانی در شعر معاصر فارسی است.

## آثار

### شعر
مجموعهٔ شعر «باید سلام کرد به گسترده زیستن»، «فولاد و گل سرخ» و «زیر چترم باران» (مجموعهٔ ۱۱۱ سه ‎گانی) از اوست.

### پژوهش
او همچنین در زمینهٔ تحقیق و تصحیح، کتاب‌های «طنز در زبان عرفان»، «زبان عرفان»، «کاروند نگارش فارسی»، «تذکرهٔ شعرای معاصرین دارالایمان قم» (تصحیح)، «بوطیقای سه ‎گانی و مسائل آن» و شماری کتاب‌ها و مقالات دیگر را عرضه کرده‌است.

## جوایز
کتاب زبان عرفان او برگزیدهٔ بیست و هفتمین دورهٔ جایزهٔ کتاب سال شد.